# 5794 Irmina
5794 Irmina è un asteroide della fascia principale. Scoperto nel 1976, presenta un'orbita caratterizzata da un semiasse maggiore pari a 3,1322182 UA e da un'eccentricità di 0,1697242, inclinata di 5,29927° rispetto all'eclittica.